# Annabel Abbs
Annabel Abbs (Bristol, 20 ottobre 1964) è una scrittrice inglese.

## Biografia
Figlia del poeta e accademico Peter Abbs e della scrittrice Barbara Abbs, Annabel Abbs vive a Londra e nell'East Sussex. È la maggiore di tre figli ed è nata a Bristol. È cresciuta a Bristol, nel Dorset, nel Galles e a Lewes, nell'East Sussex. Ha frequentato la Lewes Priory School e ha conseguito una laurea in letteratura inglese presso l'Università dell'East Anglia e un master presso la Kingston University. Il suo primo romanzo, The Joyce Girl, è stato pubblicato nel 2016 e racconta una storia romanzata di Lucia Joyce, figlia di James Joyce. The Joyce Girl, ha vinto l'Impress Prize for New Writers e lo Spotlight First Novel Award.

## Opere (parziale)
- Frieda, collana Supercoralli, traduzione di Federica Aceto, Einaudi, 2020, ISBN 9788806243517.
- La cucina inglese di Miss Eliza, collana Supercoralli, traduzione di Federica Aceto, Einaudi, 2022, ISBN 9788806250881.
- Esposte al vento. Camminare nella natura per ritrovare se stesse, collana Strade blu, traduzione di Manuela Faimali, Mondadori, 2022, ISBN 9788804749646.